# Ted Stevens
Theodore Fulton Stevens (Indianápolis, 18 de novembro de 1923 – Aleknagik, 9 de agosto de 2010) foi um senador norte-americano do Alasca de 1968 até 2009.